# Critical Role
Critical Role är en amerikansk webbserie där en grupp röstskådespelare spelar rollspelet Dungeons & Dragons. Serien sänds på plattformen Twitch, men finns vid senare tillfälle tillgängligt på Youtube och i podcast-form. De har över en miljon prenumeranter på Youtube och över 600 000 följare på Twitch. Matthew Mercer agerar som ”Dungeon master”, spelarna består av Travis Willingham, Laura Bailey, Ashley Johnson, Sam Riegel, Liam O’Brien, Marisha Ray och Taliesin Jaffe.
Det finns två avslutade kampanjer av Critical Role; den första började sändas i mars 2015 och avslutades oktober 2017, andra kampanjen startade Januari 2018  och avslutades Juni 2021, den tredje kampanjen startade oktober 2021.  
Critical Role lanserades på multimedia produktions företaget Geek & Sundrys Twitch och Youtube kanaler, men är sedan 2018 ett eget medieföretag . 
2019 startade Critical Role en kickstarter-insamling för att finansiera en animerad serie, 'The Legend of Vox Machina', baserat på deras första kampanj. Det ursprungliga målet var 750 000 amerikanska dollar och fick i slutändan samlat in 11 385 449 dollar. Serien är upplockad av Amazon Prime Video för två säsonger, och den första säsongen hade premiär i februari 2022. 

## Kampanj 1

### Handling
Första kampanjen av Critical Role följer den redan etablerade äventyrargruppen "Vox Machina" på kontinenten Tal'Dorei och andra delar av världen Exandria. 

### Spelarkaraktärer

#### Huvudkaraktärer[12]
- Vex'ahlia spelad av Laura Bailey - ranger/rogue
- Vax'ildan spelad av Liam O'Brien - rogue/paladin/druid
- Grog Strongjaw spelad av Travis Willingham - barbarian/fighter
- Keyleth spelad av Marisha Ray - druid
- Percival de Rolo spelad av Taliesin Jaffe - fighter
- Scanlan Shorthalt spelad av Sam Riegel - bard
- Pike Trickfoot spelad av Ashley Johnson - cleric
- Taryon Darrington spelad av Sam Riegel - artificer
- Tiberius Stormwind spelad av Orion Acaba, lämnade serien 2015 - sorcerer

#### Gästkaraktärer[13]
- Arkhan spelad av Joe Manganiello - paladin/barbarian
- Garthok spelad av Jason Charles Miller - rogue
- Gern Blanston spelad av Chris Hardwick - wizard
- Kashaw Vesh spelad av Will Friedle - cleric
- Kerrek spelad av Patrick Rothfuss - paladin
- Lillith Daturai spelad av Kit Buss - wizard
- Lionel Gayheart spelad av Jon Heder - barbarian/bard
- Lyra spelad av Felicia Day - wizard
- Shale spelad av Chris Perkins - fighter
- Sprigg spelad av Darin De Paul - rogue
- Thorbir Falbek spelad av Wil Wheaton - fighter
- Tova spelad av Noelle Stevenson - bloodhunter
- Zahra Hydris spelad av Mary Elizabeth McGlynn - warlock

## Kampanj 2

### Handling
Andra kampanjen av Critical Role följer äventyrarna "The Mighty Nein", som träffas i kampanjens första avsnitt, på kontinenten Wildemount i världen Exandria. 

### Spelarkaraktärer

#### Huvudkaraktärer[12]
- Nott/Veth Brenatto spelad av Sam Riegel - rogue
- Jester Lavorre spelad av Laura Bailey - cleric
- Caduceus Clay spelad av Taliesin Jaffe - cleric
- Fjord spelad av Travis Willingham - warlock/paladin
- Yasha Nydoorin spelad av Ashley Johnson - barbarian
- Caleb Widogast spelad av Liam O'Brien - wizard
- Beauregard Lionett spelad av Marisha Ray - monk
- Mollymauk Tealeaf spelad av Taliesin Jaffe - bloodhunter

#### Gästkaraktärer[13]
- Calianna Mordsson spelad av Mark Hulmes - sorcerer
- Keg spelad av Ashly Burch - fighter
- Nila spelad av Sumalee Montano - druid
- Reani spelad av Mica Burton - druid
- Shakäste spelad av Khary Payton - cleric
- Spurt spelad av Chris Perkins
- Twiggy spelad av Deborah Ann Woll - rogue

## Kampanj 3

### Handling
Tredje kampanjen av Critical Role utspelar sig i kontinenten Marquet och följer gruppen "Bells Hells". Karaktärerna Dorian Storm, Fearne Calloway och Orym var tidigare karaktärer i mini-kampanjen "Exandria Unlimited" som sändes sommaren 2021. 

### Spelarkaraktärer

#### Huvudkaraktärer[12]
- Fresh Cut Grass "FCG" spelad av Sam Riegel - cleric
- Imogen Temult spelad av Laura Bailey - sorcerer
- Ashton Greymoore  spelad av Taliesin Jaffe - barbarian
- Fearne Calloway spelad av Ashley Johnson - druid/rouge
- Orym spelad av Liam O'Brien - fighter
- Laudna spelad av Marisha Ray - warlock/sorcerer
- Bertrand Bell spelad av Travis Willingham - figther
- Chetney Pock O'Pea spelad av Travis Willingham - bloodhunter/rouge

#### Gästkaraktärer
- Dorian Storm spelad av Robbie Daymond - bard
- Dusk spelad av Erika Ishii - warlock

## Exandria Unlimited
Exandria Unlimited är en minikampanj som sändes  sommaren 2021, ledd av en ny DM; Aabria Iyengar. Kampanjen äger rum sex år efter den andra kampanjen och på kontinenten Tal'Dorei. Det finns åtta avsnitt. Våren 2022 sände Critical Role en fortsättning, Exandria Unlimited: Kymal, på två delar.

### Spelarkaraktärer
- Fearne Calloway spelad av Ashley Johnson - druid
- Dorian Storm spelad av Robbie Daymond - bard
- Orym spelad av Liam O'Brien - fighter
- Opal spelad av Aimee Carrero - warlock
- Dariax Zaveon spelad av Matthew Mercer - sorcerer
- Fy'ra Rai spelad av Anjali Bhimani - monk
- Morrighan Ferus spelad av Erica Lindbeck, Exandria Unlimited: Kymal - rogue

## Talkshows
Talks Machina är en talkshow ledd av Brian W. Foster från 2016 . Foster sitter tillsammans med spelare från Critical Role och diskuterar avsnitten och karaktärerna. 16 augusti 2021 meddelade Critical Role och Foster att Talks Machina inte längre skulle vara en del av utbudet, och att Foster skulle lämna Critical Role. Istället för Talks Machina började den nya talkshowen 4-sided Dive i April 2022, vilket Critical Role berättade om i en så kallad "state of the role" 14 mars samma år. Det nya formatet kommer inte att ha någon programledare, utan det kommer vara fyra gäster från som samtalar tillsammans kring ett bord.  